# Transfuzjologia
Transfuzjologia – dział medycyny zajmujący się naukowymi podstawami dotyczącymi pobierania, konserwowania oraz stosowania krwi i preparatów krwiopochodnych w lecznictwie, a także przeprowadzaniem terapeutycznych zabiegów aferezy.
Z transfuzjologii jako dziedziny naukowej wyodrębnia się często transfuzjologię kliniczną, która stosuje ogólną wiedzę  i zasady naukowe do zastosowań praktycznych w wielu innych specjalnościach medycznych, ze szczególnym uwzględnieniem:
- chirurgii i traumatologii
- kardiochirurgii
- pediatrii i neonatologii
- onkologii
- położnictwa i ginekologii
- hematologii
- perfuzjonistyce
- transplantologii

W Polsce transfuzjologia (jako transfuzjologia kliniczna) jest jedną ze specjalizacji lekarskich, która trwa 4 lata, a jej konsultantem krajowym od 13 września 2021 roku jest prof. dr hab. n. med. Piotr Marek Radziwon.